# Billy Wright (lealista)
William Stephen "Billy" Wright, apodado "King Rat" (Portadown, 7 de julio de 1960 - 27 de diciembre de 1997) fue un destacado líder leal al Ulster nacido en Inglaterra durante el conflicto en Irlanda del Norte conocido como conflicto norirlandés (también conocido en inglés como The Troubles). Se unió a la Fuerza Voluntaria del Úlster (por sus siglas en inglés, UVF) en 1975. Después de pasar varios años en prisión donde fue converso al cristianismo nacido de nuevo, Wright reanudó sus actividades en la UVF y se convirtió en comandante de la Brigada del Medio Ulster a principios de los años 1990, reemplazando a Robin "el Chacal" Jackson. Según la Royal Ulster Constabulary, Wright estuvo involucrado en los asesinatos sectarios de hasta 20 Católicos-irlandeses, aunque nunca fue condenado por las muertes. Se ha alegado que Wright, como su predecesor, era un agente doble de la Sección Especial de la RUC.
Wright atrajo una considerable atención de los medios durante el enfrentamiento de Drumcree, cuando apoyó el deseo de la Orden protestante de Orange, marchando en su ruta tradicional a través del área nacionalista católica / irlandesa de Portadown, su ciudad natal. En 1994, la UVF y otros grupos paramilitares llamaron a un acuerdo de alto el fuego. Sin embargo, en julio de 1996, la unidad de Wright rompió el cese de fuego y llevó a cabo una serie de ataques, incluido un asesinato sectario. Por esto, Wright y su unidad Portadown de la Brigada Mid-Ulster fueron expulsados por el liderazgo de la UVF. La expulsión de la UVF incluyó una amenaza de ejecución si no abandonaba Irlanda del Norte. Wright ignoró las amenazas y, junto con muchos de sus seguidores, formó desafiante la Fuerza Voluntaria Lealista (LVF) convirtiéndose en su líder. El grupo llevó a cabo una serie de asesinatos de civiles católicos. En marzo de 1997 fue enviado a la prisión de Maze por haber amenazado de muerte a una mujer. Mientras estuvo en prisión, Wright continuó dirigiendo las actividades de la LVF. En diciembre de ese año, fue asesinado dentro de la prisión por prisioneros miembros del Ejército Irlandés de Liberación Nacional (por sus siglas en inglés, INLA). La LVF llevó a cabo una ola de ataques sectarios en represalia. Hubo especulaciones de que las autoridades del país confabularon en su asesinato ya que era una amenaza para el proceso de paz en Irlanda del Norte, que Wright y la LVF rechazaban rotundamente. Una investigación no encontró evidencia de participación del gobierno, pero concluyó que hubo fallas graves por parte de las autoridades penitenciarias.

## Biografía
William Stephen "Billy" Wright, quien recibió el nombre de su abuelo, nació en Wolverhampton, Inglaterra. Era el único varón de cinco hijos de David Wright y Sarah McKinley, ambos protestantes del Úlster de Portadown, Irlanda del Norte. La familia Wright tuvo una larga tradición en la política de Irlanda del Norte. El bisabuelo de Wright, Robert Wright, una vez ocupó el cargo de comisionado real. Antes del nacimiento de Wright, sus padres se habían mudado brevemente a Inglaterra luego de conflictos con sus vecinos irlandeses después de que el abuelo desafió la tradición al postularse como candidato unionista independiente y derrotó al parlamentario unionista oficial local. Su padre encontró empleo en la ciudad industrial de Wolverhampton en West Midlands.